# Cidade de Surigao
Cidade de Surigao é um cidade de  primeira classe de renda da cidade (d) na província Surigao do Norte, nas Filipinas. De acordo com o censo de 1 de maio  de  2020 possui uma população de 171 107 pessoas e 41 816 domicílios.